# Fox (rivière de Nouvelle-Zélande)
Pour les articles homonymes, voir Fox.
La  rivière  Fox (en anglais : Fox River) est un cours d’eau situé dans le District de Westland de l’Île du Sud de la Nouvelle-Zélande.

## Géographie
Elle provient de deux endroits : d’une part, d’une cascade située dans la chaîne de Fox Range, et d’autre part, de la tête du glacier Fox. Elle se dirige vers l’ouest et se jette dans la rivière Cook/Weheka, peu avant que celle-ci ne débouche dans la Mer de Tasman ,.
Le Department of Conservation maintient en état des chemins de randonnées le long des berges de la rivière.